# Margarete Klose
Margarete Klose   (Berlín, 6 d'agost de 1899 - Berlín, 14 de desembre de 1968) va ser una mezzosoprano dramàtic d'òpera alemanya.

## Biografia
Margarete Frida Klose, el seu nom complet, va perdre el seu pare molt aviat i va haver de guanyar-se la vida com a secretària, fins que un col·lega la va recomanar al conservatori Klindworth-Scharwenka, on va rebre una educació musical completa.
Klose va debutar el 1926 al Teatre Ulm en un paper secundari de l'opereta Gräfin Mariza (Comtessa Martiza) d'Emmerich Kálmán. El seu següent paper va ser el d'Azucena de Il trovatore de Giuseppe Verdi. Durant els tres anys següents, Klose va cantar a Ulm i Kassel, abans d'unir-se al Teatre Nacional de Mannheim el 1929.
El 1932, Klose va tornar a Berlín, on va ser contractada alternativament per l'Òpera Estatal de Berlín (1932 a 1949 i de 1955 a 1961) i per l'Òpera Alemanya de Berlín (1949 a 1958).
A més, va cantar convidada a molts teatres d'òpera del món, com ara l'Òpera Estatal de Viena, la Royal Opera House (Covent Garden) de Londres, La Scala de Milà, Semperoper de Dresden, Teatre Nacional de Múnic, Òpera Estatal d'Hamburg, Teatro Colón de Buenos Aires, La Monnaie de Brussel·les, el Gran Teatre del Liceu de Barcelona, i els teatres d'òpera de San Francisco i Los Angeles.
Al Gran Teatre del Liceu de Barcelona va actuar en la temporada 1950-1951, en les òperes de Wagner Lohengrin, Siegfried i Rienzi.
De 1936 a 1942, Klose va cantar regularment al Festival de Bayreuth cada estiu, on es va fer popular sobretot en el paper de Brangäne de Tristan und Isolde de Richard Wagner. També va cantar al Festival Richard Wagner de Sopot (1935) i al Festival de Salzburg (1949 i 1955).
| "Ach, ich habe sie verloren"                                                                        |
| |
| De l'acte 3r de Orfeo ed Euridice de Gluck; Òpera Estatal de Berlín, direcció Bruno Seidler-Winkler |
| |

Quan la gran soprano Wagner Frida Leider va oferir el seu concert de comiat a Berlín l'any 1946, Klose va ser la seva parella a l'escenari.
El 1961, Klose es va retirar dels escenaris i es va concentrar plenament en les seves activitats docents. A l'estiu donava regularment classes magistrals al Mozarteum de Salzburg.
El 1968 va morir sobtadament, a conseqüència d'un ictus, a seixanta-nou anys. La seva tomba es troba al cementiri estatal de Heerstrasse a Berlín-Westend (ubicació de la tomba: I-Ur-8). Allà descansa al costat del seu marit Walter Bültemann, que va morir el 1949.

## Importància
Durant les dècades de 1930 i 1940, Klose era considerada la principal mezzosoprano alemanya, sol·licitada internacionalment, especialment com a cantant d'òperes de Wagner. A més, va cantar moltes obres de Verdi i Richard Strauss i va ser famosa com a cantant de Bach i de lied.
Klose va treballar amb tots els grans cantants i directors de la seva època i va ser una de les preferides del director Wilhelm Furtwängler, que la va contractar per al seu famós darrer enregistrament, Die Walküre de Wagner el 1954.